# 8-й Массачусетский пехотный полк
8-й Массачусетский пехотный полк (англ. 8th Regiment Massachusetts Volunteer Infantry) — представлял собой один из пехотных полков армии Союза во время Гражданской войны в США. Полк был сформирован в апреле 1861 года сроком на 90 дней службы и распущен в августе того же года. Он был повторно сформирован в июле 1864 года и расформирован в ноябре. Полк был набран почти исключительно из жителей округа Эссекс.
8-й Массачусетский был одним из первых четырёх полков, которые первыми прибыли в Бостон по призыву Линкольна о наборе добровольцев. Три роты полка стали известны, как первые роты, прибывшие в Бостон уже на второй день после призыва. Полк был сформирован 16 апреля и принят на федеральную службу сроком на 90 дней. Его первым командиром стал полковник Тимоти Манро, подполковником Эдвард Хинкс и майором Эндрю Элвелл.
18 апреля полк покинул Бостон и отбыл в Вашингтон, проследовал через Филадельфию и Аннаполис и прибыл в Вашингтон 26 апреля. 15 мая полковник Манро подал в отставку по болезни, и подполковник Хинкс стал полковником. 30 июля 1861 года полк вернулся в Бостон и 1 августа был расформирован.
Полк был повторно сформирован в Ридвилле 13 — 26 июля 1864 года сроком на 100 дней службы. 20 июля полк отправился в Балтимор и был включен в бригаду IX корпуса. Летом 1864 года роты полка использовались для тыловой полиции и тыловой охраны.
28 октября полк вернулся в Массачусетс и 10 ноября был расформирован.